# Ilyrgis subsignata
Ilyrgis subsignata är en fjärilsart som beskrevs av Paul Mabille 1900. Ilyrgis subsignata ingår i släktet Ilyrgis och familjen nattflyn. Inga underarter finns listade i Catalogue of Life.